# 제14회 유럽 영화상
제14회 유럽 영화상의 시상식에 관한 내용이다.

## 수상 및 후보

### 유러피안 작품상
- 아멜리에 - 장-피에르 주네 수상

### 유러피안 감독상
- 아멜리에 - 장-피에르 주네 수상

### 유러피안 여우주연상
- 피아니스트 - 이자벨 위페르 수상

### 유러피안 남우주연상
- 섹시 비스트 - 벤 킹슬리 수상

### 유러피안 각본상
- 노 맨스 랜드 - 다니스 타노비치 수상

### 유러피안 촬영상
- 아멜리에 - 브루노 델보넬 수상

### 유럽영화아카데미 평생공로상
- Monty Python 수상

### 유럽영화아카데미 비평상
- 조용한 마을 - 로베르 게디기앙 수상

### 유럽영화아카데미 신인상
- 펠렛 - 아케로 마냐스 수상

### 유럽영화아카데미 다큐멘터리상
- 블랙 박스 BRD - 앙드레 베이엘 수상

### 유럽영화아카데미 비유럽 영화상
- 물랑 루즈 - 바즈 루어만 수상

### 베스트 유러피안 감독상
- 아멜리에 - 장-피에르 주네 수상

### 베스트 유러피안 남우주연상
- 브리짓 존스의 일기 - 콜린 퍼스 수상

### 베스트 유러피안 여우주연상
- 초콜릿 - 줄리엣 비노슈 수상

### 유러피안 월드 시네마상
- 이완 맥그리거 수상

### 유럽영화아카데미 단편영화-UI
- 쥬땜므 존 웨인 - 토비 맥도널드 수상